# Монтейру, Мануэл Сезар де Гуа
Мануэл Сезар де Гуа Монтейру (порт. Manuel César de Góis Monteiro; 26 июня 1891, Сан-Луис-ду-Китунди — 21 августа 1963, Рио-де-Жанейро) — бразильский военный, врач, политик и дипломат; сенатор в Эру Варгаса, в 1935—1937 годах.

## Биография
Мануэл Монтейру родился 26 июня 1891 года в муниципалитете Сан-Луис-ду-Китунди; окончил медицинский факультет Парижского университета по специальности урология. В 1928 и 1930 года он был отправлен вооруженными силами Бразилии на международную конференцию Красного Креста в Брюссель.
Монтейру одержал победу на выборах в Сенат Бразилии, проходивших в 1934 году по новой (третьей) конституции: стал одним из двух сенатором от восточного штата Алагоас. Будучи избранным на восьмилетний срок в 37-й созыв бразильского сената, занимал свой пост неполные три года, с 1935 по 1937 год — поскольку в ноябре 1937 года президент Жетулиу Варгас организовал государственный переворот и основал централизованное государство Эстадо Ново (Estado Novo).
С апреля 1950 года по декабрь 1955 года Монтейру возглавлял посольство Бразилии на Кубе. Он состоял членом Военного клуба и Медицинского общества Рио-де-Жанейро; скончался в этом городе 21 августа 1963 года.